# Suzna cunjavka
Suzna cunjavka, poznata i kao suzna slabunjavka (lat. Lacrymaria lacrymabunda) je nejestiva gljiva iz porodice (Psathyrellaceae). Nalazi se u Sjevernoj Americi, Srednjoj Americi, Europi, sjevernoj Aziji i Novom Zelandu, gdje raste na neravnom tlu u šumi, vrtovima i parkovima. Iako je ponekad navedena kao jestiva vrsta, neki pojedinci izvješćuju o želučanim tegobama nakon što ih pojedu.

## Opis
- Klobuk suzne cunjavke je širok od 3 do 7 centimetara, mekan, mesnat, vlaknato ljuskav; rub je iskrzan, cunjav.
- Listići su gusti, bjelkastosmeđi, na listićima postoje sitne kapljice poput suza, do ruba mnogo lamelula.
- Stručak je visok od 5 do 12 centimetara, debljine od 0,5 do 0,8 cm, bjelkastosmeđ, mekan, dug, šupalj, prekriven crnim vlakancima, pod klobukom, ostatak zastorka u obliku crnog crtastog prstena.
- Meso je mekano, žućkastosmeđe, bez tipičnog mirisa.
- Spore su jajolike, tamnosmeđe, 10 - 11 x 6 – 7 μm.

## Stanište
Raste ljeti i u jesen, busenasto ili pojedinačno uz putove, po svijetlim šumama i uz panjeve.

## Upotrebljivost
Suzna cunjavka nije jestiva.

## Sličnosti
U vezi jestivosti suzne cunjavke vlada podijeljeno mišljenje. A. Rinaldi i V. Tyndalo u knjizi "L'atlante dei funghi" pišu da je jestiva i dobre kakvoće. Otrovna zasigurno nije, ali zar ima smisla jesti nekvalitetne gljive kad u isto vrijeme ima mnogo dobrih. 

## Vanjske poveznice
|  | Zajednički poslužitelj ima stranicu o temi Lacrymaria lacrymabunda    |
|  | Zajednički poslužitelj ima još gradiva o temi Lacrymaria lacrymabunda |